# Zakrze (gromada)
Zakrze – dawna gromada, czyli najmniejsza jednostka podziału terytorialnego Polskiej Rzeczypospolitej Ludowej w latach 1954–1972.
Gromady, z gromadzkimi radami narodowymi (GRN) jako organami władzy najniższego stopnia na wsi, funkcjonowały od reformy reorganizującej administrację wiejską przeprowadzonej jesienią 1954 do momentu ich zniesienia z dniem 1 stycznia 1973, tym samym wypierając organizację gminną w latach 1954–1972.
Gromadę Zakrze z siedzibą GRN w Zakrzu utworzono – jako jedną z 8759 gromad – w powiecie siedleckim w woj. warszawskim, na mocy uchwały nr VI/10/18/54 WRN w Warszawie z dnia 5 października 1954. W skład jednostki weszły obszary dotychczasowych gromad Biernaty Stare, Biernaty Średnie, Dzięcioły, Nowosielce, Świniarów i Zakrze ze zniesionej gminy Świniarów w tymże powiecie. Dla gromady ustalono 15 członków gromadzkiej rady narodowej.
1 stycznia 1956 gromada weszła w skład nowo utworzonego powiatu łosickiego w tymże województwie.
31 grudnia 1961 gromadę Zakrze połączono z gromadą Niemojki w tymże powiecie, ustalając dla połączonych gromad nazwę Zakrze i siedzibę GRN we wsi Zakrze (de facto gromadę Niemojki zniesiono, kontynuując ciąg dotychczasowej gromady Zakrze, lecz o zwiększonym obszarze).
1 stycznia 1969 z gromady Zakrze wyłączono wsie Dzięcioły, Lipiny, Niemojki, Nowosielc i Patków, włączając ją do nowo utworzonej gromady Niemojki w tymże powiecie, po czym gromadę Zakrze zniesiono, a jej (pozostały) obszar wszedł w skład nowo utworzonej gromady Łosice w tamże.